# Kamienica-Kozaki
Kamienica-Kozaki – kolonia w Polsce położona w województwie mazowieckim, w powiecie płońskim, w gminie Załuski.
W latach 1975–1998 miejscowość administracyjnie należała do województwa ciechanowskiego.